# Nouvelair

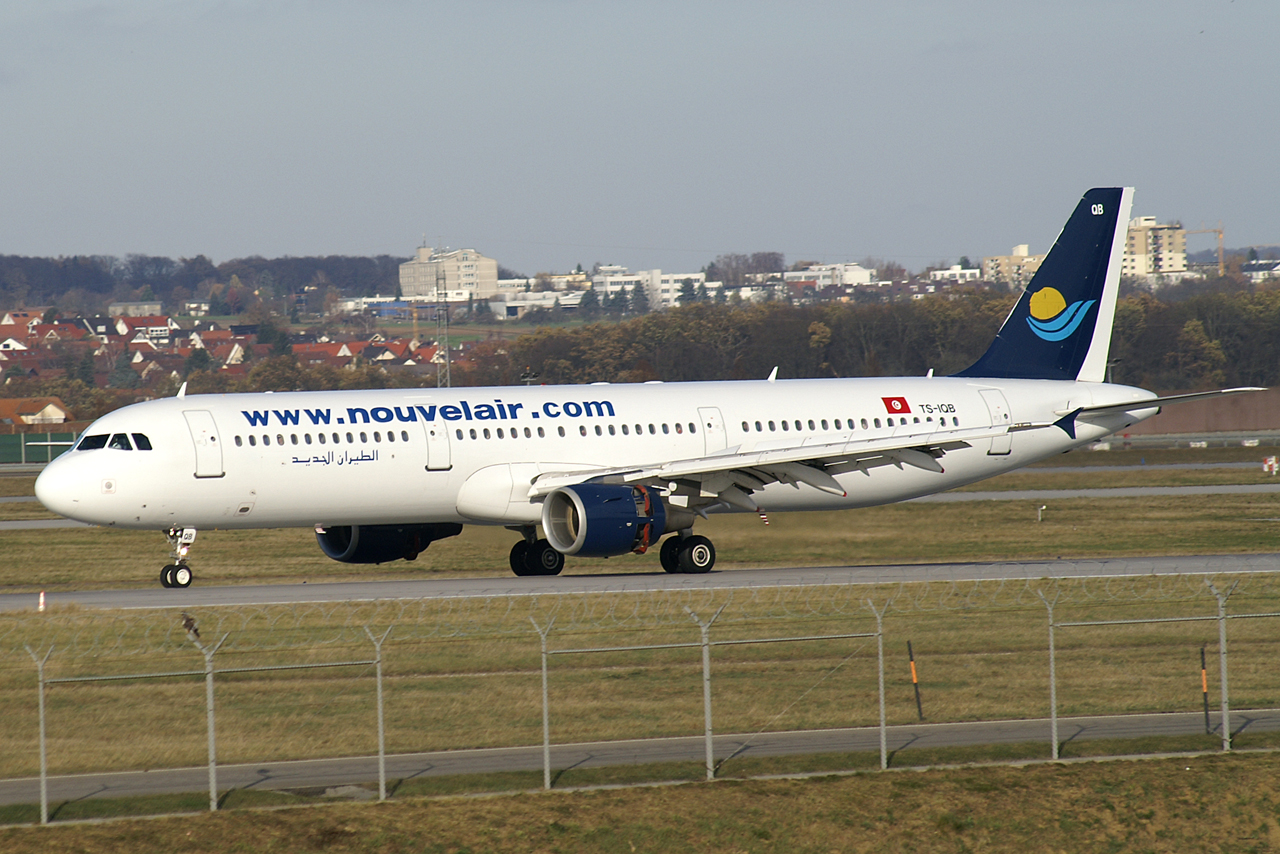
Nouvelair Airbus A321.

Nouvelair es una aerolínea con base en Monastir en Túnez. Su principal negocio es el vuelo chárter turístico, transportando pasajeros de las ciudades europeas a los Resorts de vacaciones tunecinos. Los principales aeropuertos desde los que opera son el Aeropuerto Internacional de Monastir - Habib Bourguiba, el Aeropuerto de Túnez y el Aeropuerto Internacional de Djerba – Zarzis.

## Historia
La aerolínea se creó en 1989 como Air Liberté Tunisie, comenzando sus operaciones el 21 de marzo de 1990. Al principio fue creada como una filial de vuelos chárter del touroperador francés Air Liberté. La mayoría de las acciones pertenecen a Aziz Milad y tiene 614 empleados (a marzo de 2007).

## Destinos
Nouvelair opera vuelos regulares a los siguientes destinos (en agosto de 2008):

### Túnez
- - Monastir (Aeropuerto Internacional de Monastir - Habib Bourguiba) Hub

### Oriente Próximo
- Irán
  - Teherán (Aeropuerto Internacional Imán Jomeini) [Chárter]

### Europa
- Bélgica
  - Bruselas (Aeropuerto de Bruselas-Zaventem)
- Bulgaria
  - Sofía (Aeropuerto de Sofía)
- Francia
  - París (Aeropuerto de París-Charles de Gaulle)
- Alemania
  - Düsseldorf (Aeropuerto Internacional de Düsseldorf)
  - Múnich (Aeropuerto de Múnich)
  - Saarbrücken (Aeropuerto de Saarbrücken)
  - Stuttgart (Aeropuerto de Stuttgart)
  - Weeze (Aeropuerto de Düsseldorf-Weeze)
- Hungría
  - Budapest (Aeropuerto de Budapest)
  - Debrecen (Aeropuerto de Debrecen)
- Noruega
  - Oslo (Aeropuerto de Oslo-Gardermoen)
- Polonia
  - Katowice (Aeropuerto de Katowice)
  - Varsovia (Aeropuerto de Varsovia-Frederic Chopin)
  - Breslavia (Aeropuerto de Breslavia)
- Suecia
  - Estocolmo (Aeropuerto de Estocolmo-Arlanda)
- Ucrania
  - Kiev (Aeropuerto Internacional de Boryspil)
- Reino Unido
  - Londres (Aeropuerto de Londres-Gatwick)
  - Londres (Aeropuerto de Londres-Heathrow)
  - Belfast (Aeropuerto Internacional de Belfast)

## Flota

### Flota Actual
La flota de Nouvelair está conformada por las siguientes aeronaves (a abril de 2023):
| Airbus A320-214 | 11 | — |  |  |  |  |
| Total           | 11 | — |  |  |  |  |

A abril de 2023, la media de edad de la flota de Nouvelair es de 14.9 años.
El 26 de septiembre de 2008, un Airbus A321 se salió de la pista en el aeropuerto de Dortmund recorriendo 15 metros. Este incidente propició el cierre del aeropuerto durante un día.